# Zuytpeene
Zuytpeene (Zuudpeëne (/zy.pi.ən/) en flamand occidental) est une commune française située dans le département du Nord, en région Hauts-de-France.

## Géographie

### Situation

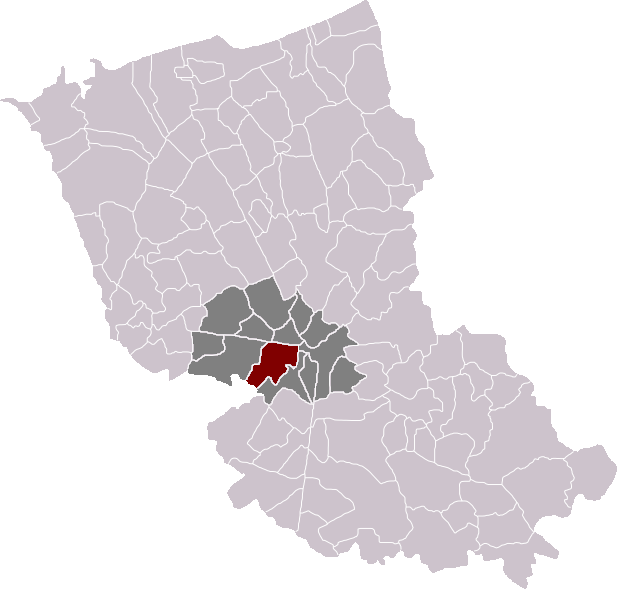
Zuytpeene dans son canton et son arrondissement.

À l'ouest de Zuytpeene se trouve le village de Noordpeene (noord signifie « nord » ).

### Communes limitrophes

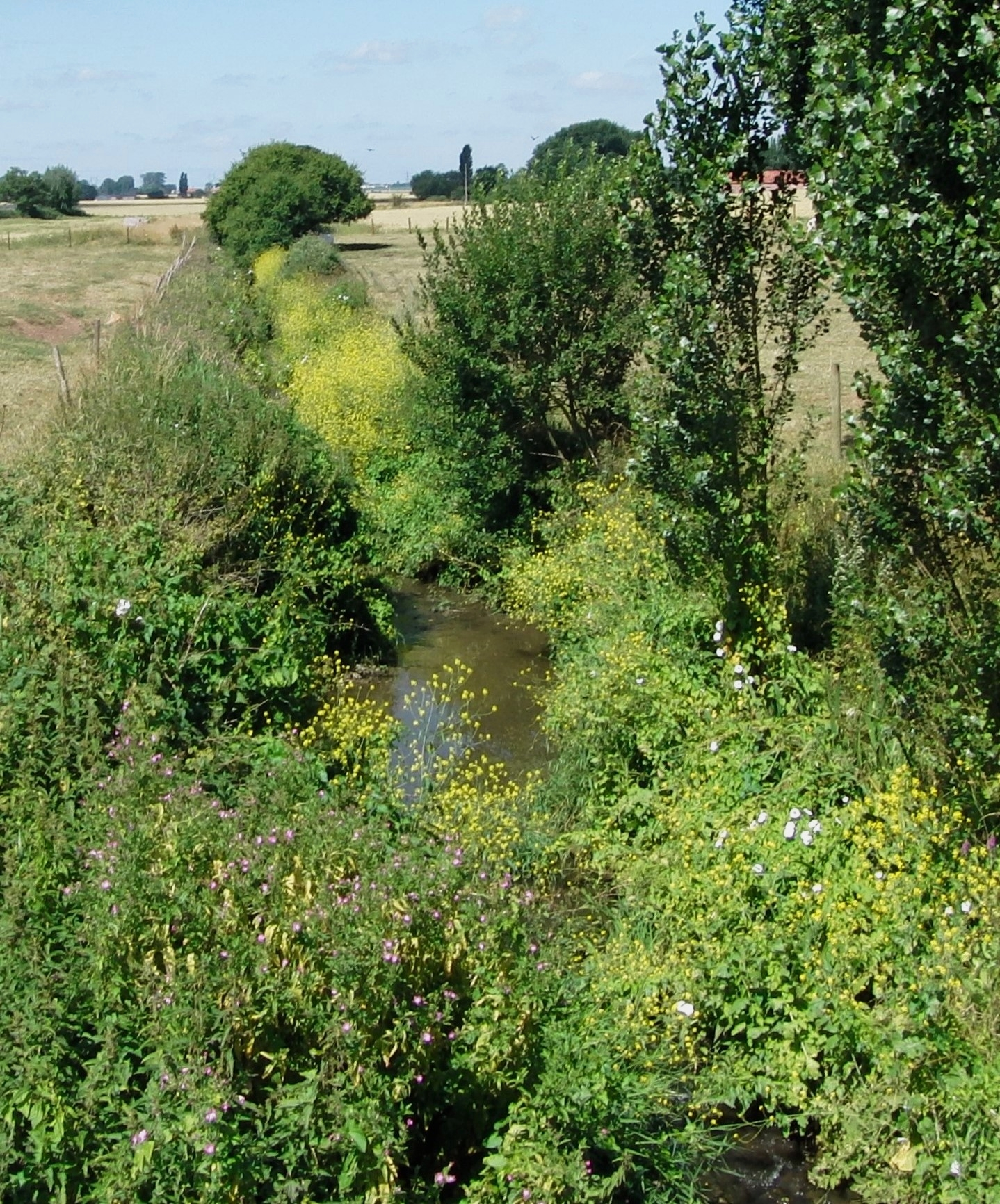
La rivière Peene Becque à Zuytpeene.

| Ochtezeele                  | Wemaers-Cappel | Cassel     |
| Noordpeene                  | Zuytpeene      |            |
| Clairmarais (Pas-de-Calais) |                | Bavinchove |

### Hydrographie

#### Réseau hydrographique
La commune est située dans le bassin Artois-Picardie. Elle est drainée par la Peene Becque, la Lyncke Becque, le ruisseau du Zwarte Cruys Veld, la Wemaers-Cappel et la Zuytpeene,,.
La Peene Becque, d'une longueur de 24 km, prend sa source dans la commune de Cassel, à 86 m d'altitude, et se jette  dans l'Yser à Wormhout, à 6 m d'altitude, après avoir traversé dix communes. 

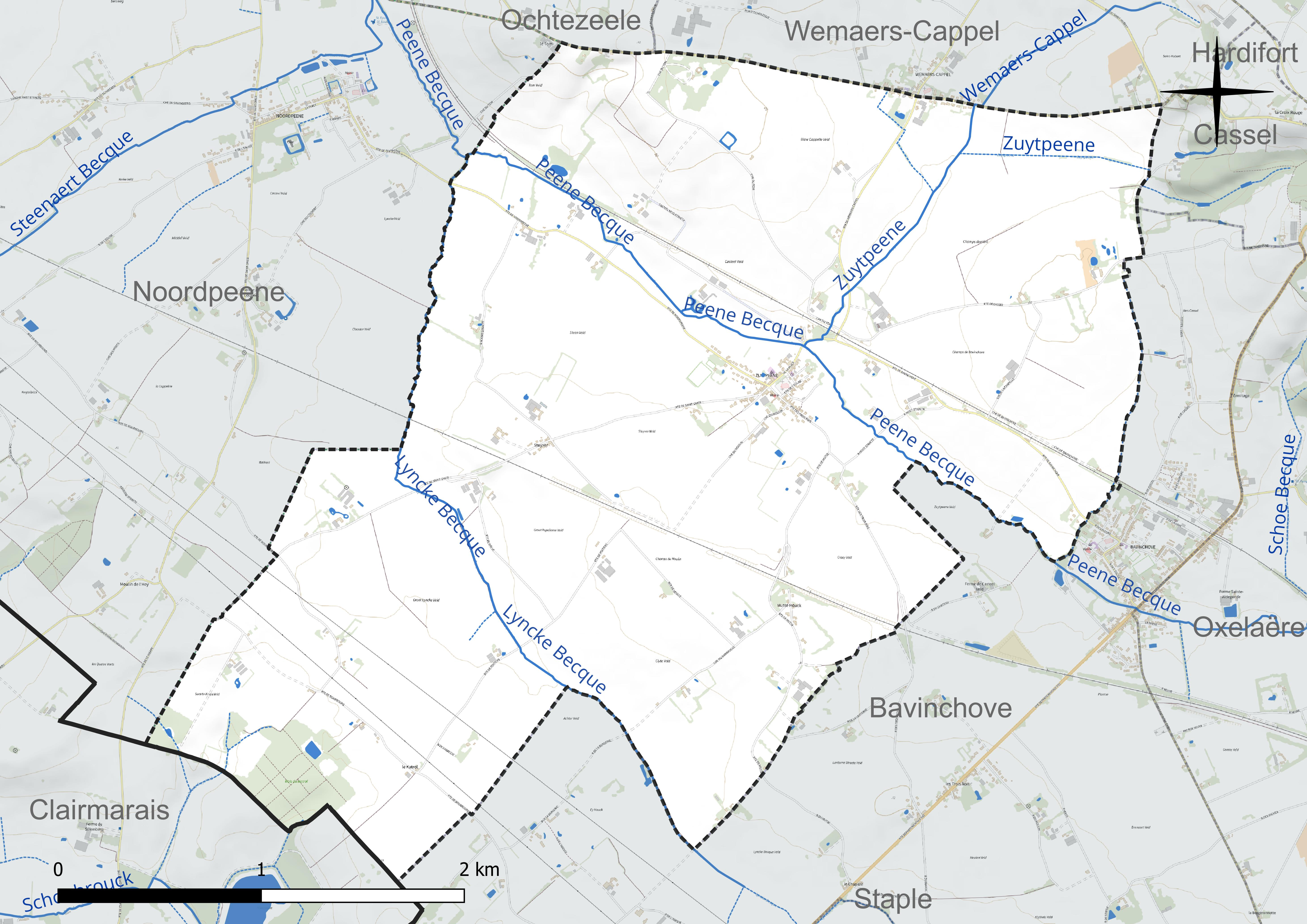
Réseau hydrographique de Zuytpeene.

#### Gestion et qualité des eaux
Le territoire communal est couvert par le schéma d'aménagement et de gestion des eaux (SAGE) « Yser ». Ce document de planification concerne un territoire de 381 km2 de superficie, délimité par le bassin versant de l'Yser en France. Le périmètre a été arrêté le 8 novembre 2005 et le SAGE proprement dit a été approuvé le 30 novembre 2016. La structure porteuse de l'élaboration et de la mise en œuvre est l'Union syndicale d'aménagement hydraulique du Nord (USAN). 
La qualité des cours d'eau peut être consultée sur un site dédié géré par les agences de l'eau et l'Agence française pour la biodiversité. 

### Climat
Pour des articles plus généraux, voir Climat des Hauts-de-France et Climat du Nord.
En 2010, le climat de la commune est de type climat océanique altéré, selon une étude du CNRS s'appuyant sur une série de données couvrant la période 1971-2000. En 2020, Météo-France publie une typologie des climats de la France métropolitaine dans laquelle la commune est exposée à un climat océanique et est dans la région climatique  Côtes de la Manche orientale, caractérisée par un faible ensoleillement (1 550 h/an) ; forte humidité de l'air (plus de 20 h/jour avec humidité relative > 80 % en hiver), vents forts fréquents.
Pour la période 1971-2000, la température annuelle moyenne est de 10,3 °C, avec une amplitude thermique annuelle de 14,1 °C. Le cumul annuel moyen de précipitations est de 783 mm, avec 13,1 jours de précipitations en janvier et 8,5 jours en juillet. Pour la période 1991-2020, la température moyenne annuelle observée sur la station météorologique la plus proche, située sur la commune de Steenvoorde à 11 km à vol d'oiseau, est de 11,2 °C et le cumul annuel moyen de précipitations est de 727,8 mm,. Pour l'avenir, les paramètres climatiques de la commune estimés pour 2050 selon différents scénarios d'émission de gaz à effet de serre sont consultables sur un site dédié publié par Météo-France en novembre 2022.

## Urbanisme

### Typologie
Au 1er janvier 2024, Zuytpeene est catégorisée commune rurale à habitat dispersé, selon la nouvelle grille communale de densité à sept niveaux définie par l'Insee en 2022.
Elle est située hors unité urbaine et hors attraction des villes,.

### Occupation des sols
L'occupation des sols de la commune, telle qu'elle ressort de la base de données européenne d'occupation biophysique des sols Corine Land Cover (CLC), est marquée par l'importance des territoires agricoles (100 % en 2018), une proportion identique à celle de 1990 (100 %). La répartition détaillée en 2018 est la suivante : 
terres arables (99,8 %), zones agricoles hétérogènes (0,2 %). L'évolution de l'occupation des sols de la commune et de ses infrastructures peut être observée sur les différentes représentations cartographiques du territoire : la carte de Cassini (XVIIIe siècle), la carte d'état-major (1820-1866) et les cartes ou photos aériennes de l'IGN pour la période actuelle (1950 à aujourd'hui).

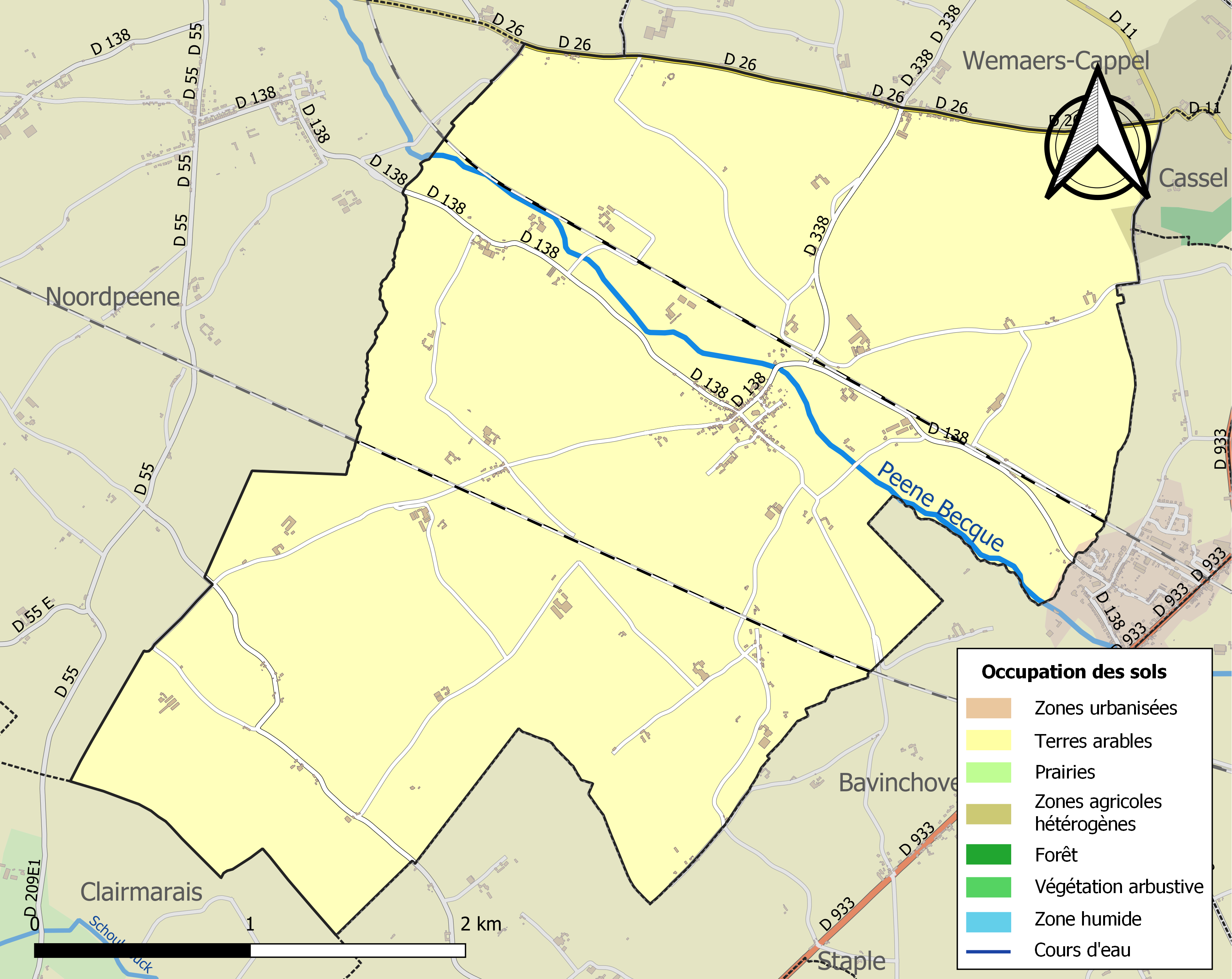
Carte des infrastructures et de l'occupation des sols de la commune en 2018 (CLC).

## Toponymie
Le nom de la localité est attesté sous les formes Zuutpeene en 1174, Zutpene en 1214.
Elle se nomme Zuidpene en flamand, Zuutpene ou Zuidpene en néerlandais.
En néerlandais moderne, zuid signifie « sud » et la peene est une petite rivière qui passe le village.
Zuytpeene doit être opposée à Noordpeene, tous deux villages situés sur la Peene Becque, petite rivière longeant ces deux sites. Zuytpeene est simplement au « sud de la Peene ».
La Peene est une rivière qui y passe, « la peene becque ».
Zuytpeene est la dernière commune de France dans l'ordre alphabétique (Aast en étant la première).

## Histoire
Jusqu'en 1306, il faut entendre sous les noms de Zuytpeene et Nordpeene, les parties sud et nord d'un territoire dénommé Peene. En 1306, les deux fils du seigneur de Peene ou Pienne, Ghilbert de Saint-Omer, époux d'Agnès de Haverskerque, se partagent le territoire de Peene, ce qui donne naissance aux Noordpeene et Zuytpeene actuels.
En 1174, Baudouin, fils de Guy de Blaringhem détient en fief des comtes de Flandre un tiers de la dîme de Zutpeene ; à cette date, Philippe d'Alsace, comte de Flandre et de Vermandois, donne à l'abbaye de Watten le tiers de cette dîme.
Vers 1200, un dénommé Jordan Ban détient un domaine sur Zuytpeene : en 1203, l'évêque de Thérouanne Lambert de Bruges déclare que cette terre est la propriété de l'abbaye de Watten. L'abbaye de Watten a ensuite étendu ses prérogatives sur la paroisse : en 1240, le chevalier Gérard Morlever, avec le consentement du comte de Flandre Thomas II de Piémont, et de son épouse la comtesse Jeanne de Constantinople, reconnait à l'abbaye le droit de faire rendre la justice à Zutpeene, par ses propres échevins.
La famille de Zuytpeene, ou Zuutpeene dans l'ancienne appellation, descend de la maison de Saint-Omer, dont elle est une branche cadette. Elle avait pour armes : « D'azur à la fasce d'or, chargée de trois annelets de gueules et accompagnées de six billettes d'or, trois en chef, trois en pointe ». Ces armes semblent avoir servi de fondement aux armes de l'actuelle commune.
Vers 1580, année où elle décède à Saint-Omer où les religieuses ont dû se retirer pendant la furie iconoclaste, Judoce ou Jossine de Zuutpeene est abbesse de l'abbaye des filles de Saint-Victor située à Bergues. Elle est la fille de Philippe de Zuutpeene, écuyer, seigneur de Hoymille, et de Marie Lootin, fille d'un grand bailli de Bergues ; Jossine est la marraine de Jossine de Bierne, fille de Jacques de Bierne, écuyer, seigneur de Halle, grand bailli de Bergues en 1564, époux de Marie de Zuutpeene, également fille de Philippe de Zuutpeene.
En 1584, un Guillaume de Zuytpeene, seigneur de Gheere, détient dans la châtellenie de Bourbourg le fief dit de la prison de la ville. Un Michel de Harchies, seigneur de Plumoison, va lui succéder du fait de son mariage.
Aux mêmes dates, on retrouve parmi les principaux dirigeants communaux de Bergues, Jacques van Zuytpeene, seigneur de Hoymille entre 1584 et 1610 ainsi qu'en 1583 et 1587 Charles van Zuytpeene.
À la fin du XVIIe siècle, Charles Pierre de Male, dit Malineus Prats, est vicomte de Zuytpeene, chevalier, fils de Charles Aurel Augustin, chevalier, et de Philippine Dorothée de Massiet. Il nait à Bruxelles en juillet 1672 (baptisé le 23 juillet 1672), est lieutenant-colonel au service d'Espagne, puis de France, grand forestier de Brabant. Il épouse  à Lille-La Madeleine le 1er avril 1724 Marie Henriette Françoise de Wazières, dame de Rabodingues, fille d'Eugène Hyacinthe de Wazières, écuyer, seigneur de Beaupré (sur Haubourdin), de La Volandre, dit Le vicomte de Saint-Georges, capitaine au régiment d'Humières, bourgeois de Lille et de Françoise de Lannoy. Elle nait à Lille en juillet 1698 (baptisée le 7 juillet 1698), meurt à Lille le 28 novembre 1785, à 87 ans, est inhumée à Sainte-Marie-Kerque sous l'autel de l'église. Son mari est mort avant elle.
Du point de vue religieux, la commune était située dans le diocèse de Thérouanne puis dans le diocèse d'Ypres, doyenné de Cassel.

## Politique et administration

### Liste des maires
Maire de 1802 à 1807 : Jacques Derycke,.

Maire en 1881 : Hemart du Neufpré.
| Période    | Période       | Identité                                  | Étiquette | Qualité                           |
| ---------- | ------------- | ----------------------------------------- | --------- | --------------------------------- |
| avant 1861 | 18 avril 1880 | Fidèle Franchois                          |           | Mort en cours de mandat           |
| 1883       | 1914          | Charles Augustin Joseph Hemart du Neufpré |           | Propriétaire domicilié au château |
| 1922       | 1929          | Pamphile Pierens                          |           |                                   |
| 1929       | 1939          | J. Caron                                  |           |                                   |
| 1951       | 1971          | P. Charley                                |           | Chevalier de la Légion d'Honneur  |
| 1971       | 1978          | Jean Bolle                                |           |                                   |
|            |               |                                           |           |                                   |
| 2001       | 2014          | Jean Bolle                                |           |                                   |
| 2014       | En cours      | Christian Bellynck                        | SE        |                                   |

### Tendances politiques et résultats
Le résultat de l'élection présidentielle de 2012 dans cette commune est le suivant :
| Candidat       | Candidat                    | Premier tour | Premier tour | Second tour | Second tour |
| Candidat       | Candidat                    | Voix         | %            | Voix        | %           |
| -------------- | --------------------------- | ------------ | ------------ | ----------- | ----------- |
|                | Eva Joly (EÉLV)             | 5            | 1,34         |             |             |
|                | Marine Le Pen (FN)          | 91           | 24,33        |             |             |
|                | Nicolas Sarkozy (UMP)       | 111          | 29,68        | 191         | 53,35       |
|                | Jean-Luc Mélenchon (FG)     | 38           | 10,16        |             |             |
|                | Philippe Poutou (NPA)       | 5            | 1,34         |             |             |
|                | Nathalie Arthaud (LO)       | 0            | 0,00         |             |             |
|                | Jacques Cheminade (SP)      | 0            | 0,00         |             |             |
|                | François Bayrou (MoDem)     | 35           | 9,36         |             |             |
|                | Nicolas Dupont-Aignan (DLR) | 4            | 1,07         |             |             |
|                | François Hollande (PS)      | 85           | 22,73        | 167         | 46,65       |
|                |                             |              |              |             |             |
| Inscrits       | Inscrits                    | 438          | 100,00       | 438         | 100,00      |
| Abstentions    | Abstentions                 | 56           | 12,79        | 52          | 11,87       |
| Votants        | Votants                     | 382          | 87,21        | 386         | 88,13       |
| Blancs et nuls | Blancs et nuls              | 8            | 2,09         | 28          | 7,25        |
| Exprimés       | Exprimés                    | 374          | 97,91        | 358         | 92,75       |

Le résultat de l'élection présidentielle de 2017 dans cette commune est le suivant :
| Candidat    | Candidat                    | Premier tour | Premier tour | Deuxième tour | Deuxième tour |  |
| Candidat    | Candidat                    | %            | Voix         | %             | Voix          |  |
| ----------- | --------------------------- | ------------ | ------------ | ------------- | ------------- |  |
|             | Nicolas Dupont-Aignan (DLF) | 9,26         | 34           |               |               |  |
|             | Marine Le Pen (FN)          | 25,34        | 93           | 42,24         | 136           |  |
|             | Emmanuel Macron (EM)        | 18,33        | 57           | 57,76         | 186           |  |
|             | Benoît Hamon (PS)           | 5,18         | 19           |               |               |  |
|             | Nathalie Arthaud (LO)       | 1,09         | 4            |               |               |  |
|             | Philippe Poutou (NPA)       | 1,63         | 6            |               |               |  |
|             | Jacques Cheminade (SP)      | 0,00         | 0            |               |               |  |
|             | Jean Lassalle (RES)         | 0,82         | 3            |               |               |  |
|             | Jean-Luc Mélenchon (LFI)    | 16,35        | 60           |               |               |  |
|             | François Asselineau (UPR)   | 0,27         | 1            |               |               |  |
|             | François Fillon (LR)        | 20,16        | 74           |               |               |  |
|             |                             |              |              |               |               |  |
| Inscrits    | Inscrits                    | 423          | 100,00       | 423           | 100,00        |  |
| Abstentions | Abstentions                 | 47           | 11,11        | 51            | 12,06         |  |
| Votants     | Votants                     | 376          | 88,89        | 372           | 87,94         |  |
| Blancs      | Blancs                      | 7            | 1,86         | 38            | 10,22         |  |
| Nuls        | Nuls                        | 2            | 0,53         | 12            | 3,23          |  |
| Exprimés    | Exprimés                    | 367          | 97,61        | 322           | 86,56         |  |

## Population et société

### Démographie

#### Évolution démographique
L'évolution du nombre d'habitants est connue à travers les recensements de la population effectués dans la commune depuis 1793. Pour les communes de moins de 10 000 habitants, une enquête de recensement portant sur toute la population est réalisée tous les cinq ans, les populations de référence des années intermédiaires étant quant à elles estimées par interpolation ou extrapolation. Pour la commune, le premier recensement exhaustif entrant dans le cadre du nouveau dispositif a été réalisé en 2007.

En 2022, la commune comptait 542 habitants, en évolution de +3,04 % par rapport à 2016 (Nord : +0,51 %, France hors Mayotte : +2,11 %).
| 1793 | 1800 | 1806 | 1821 | 1831 | 1836 | 1841 | 1846 | 1851 |
| ---- | ---- | ---- | ---- | ---- | ---- | ---- | ---- | ---- |
| 813  | 835  | 897  | 913  | 918  | 941  | 932  | 871  | 867  |

| 1856 | 1861 | 1866 | 1872 | 1876 | 1881 | 1886 | 1891 | 1896 |
| ---- | ---- | ---- | ---- | ---- | ---- | ---- | ---- | ---- |
| 802  | 803  | 775  | 784  | 809  | 822  | 840  | 814  | 763  |

| 1901 | 1906 | 1911 | 1921 | 1926 | 1931 | 1936 | 1946 | 1954 |
| ---- | ---- | ---- | ---- | ---- | ---- | ---- | ---- | ---- |
| 744  | 741  | 754  | 672  | 664  | 607  | 596  | 619  | 501  |

| 1962 | 1968 | 1975 | 1982 | 1990 | 1999 | 2006 | 2007 | 2012 |
| ---- | ---- | ---- | ---- | ---- | ---- | ---- | ---- | ---- |
| 463  | 477  | 453  | 438  | 432  | 469  | 549  | 560  | 532  |

| 2017 | 2022 | - | - | - | - | - | - | - |
| ---- | ---- | - | - | - | - | - | - | - |
| 524  | 542  | - | - | - | - | - | - | - |

#### Pyramide des âges
La population de la commune est relativement jeune.
En 2018, le taux de personnes d'un âge inférieur à 30 ans s'élève à 33,9 %, soit en dessous de la moyenne départementale (39,5 %). À l'inverse, le taux de personnes d'âge supérieur à 60 ans est de 20,4 % la même année, alors qu'il est de 22,5 % au niveau départemental.
En 2018, la commune comptait 266 hommes pour 250 femmes, soit un taux de 51,55 % d'hommes, largement supérieur au taux départemental (48,23 %).
Les pyramides des âges de la commune et du département s'établissent comme suit.
| Hommes | Classe d’âge | Femmes |
| ------ | ------------ | ------ |
| 1,2    | 90 ou +      | 0,4    |
| 5,3    | 75-89 ans    | 5,7    |
| 14,1   | 60-74 ans    | 14,2   |
| 27,6   | 45-59 ans    | 22,7   |
| 19,5   | 30-44 ans    | 21,4   |
| 17,5   | 15-29 ans    | 15,1   |
| 14,8   | 0-14 ans     | 20,4   |

| Hommes | Classe d’âge | Femmes |
| ------ | ------------ | ------ |
| 0,5    | 90 ou +      | 1,4    |
| 5,3    | 75-89 ans    | 8,1    |
| 14,8   | 60-74 ans    | 16,2   |
| 19,1   | 45-59 ans    | 18,4   |
| 19,5   | 30-44 ans    | 18,7   |
| 20,7   | 15-29 ans    | 19,1   |
| 20,2   | 0-14 ans     | 18     |

### Activités associatives, culturelles, sportives

Thomas le Mousquetaire et Adélaïde lors de leur prestation à Ham en 2007.

- Depuis 1999[48], la commune est représentée par un géant, Thomas le Mousquetaire. En 2006, un autre géant plus petit a vu le jour : Adélaïde.

## Culture locale et patrimoine
Un chemin de randonnée pédestre, « Au cœur de la Bataille », de 11 km et passant par Noordpeene amène sur les traces de la bataille de la Peene de 1677.

### Galerie

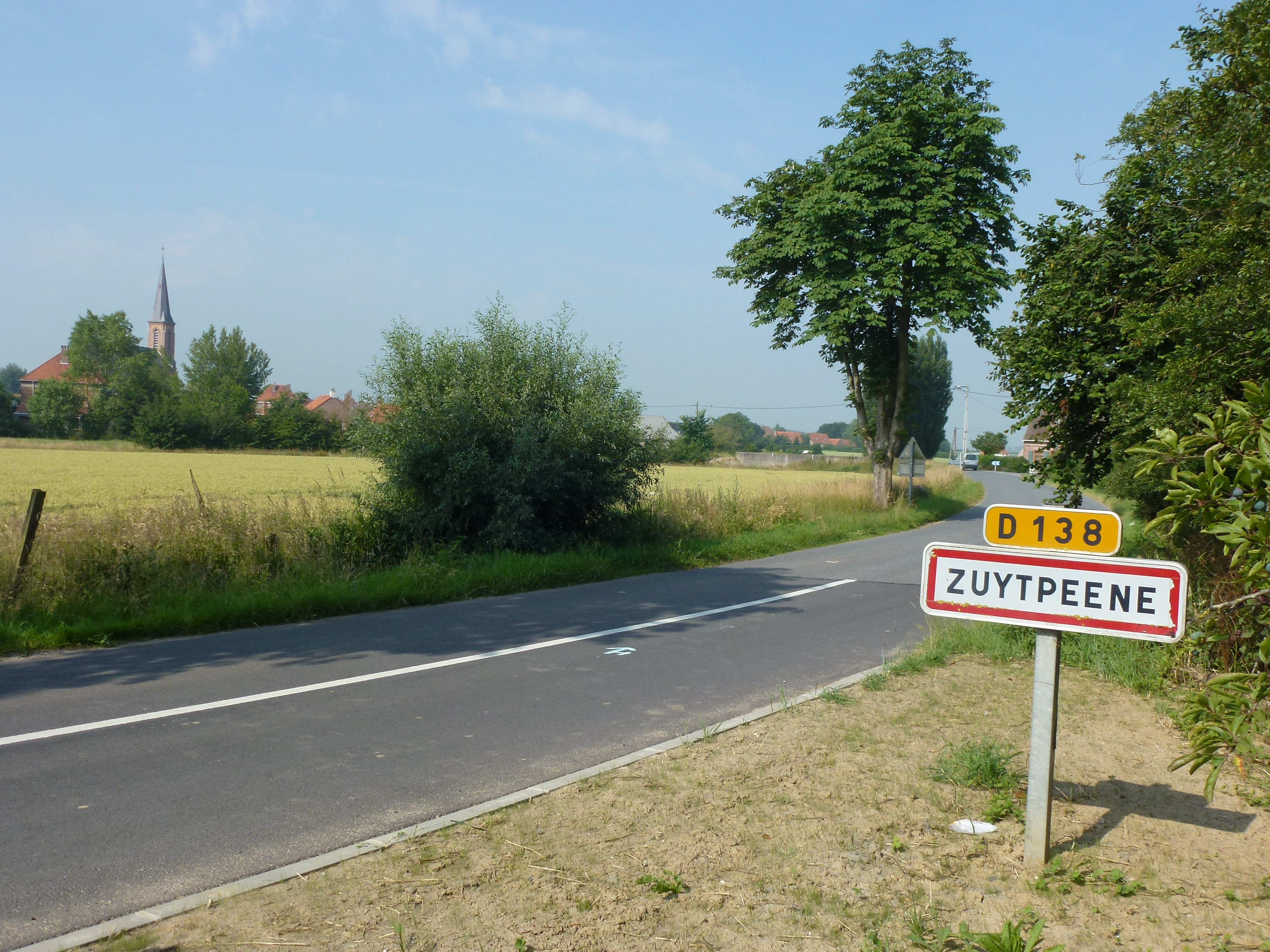
Entrée de ville.
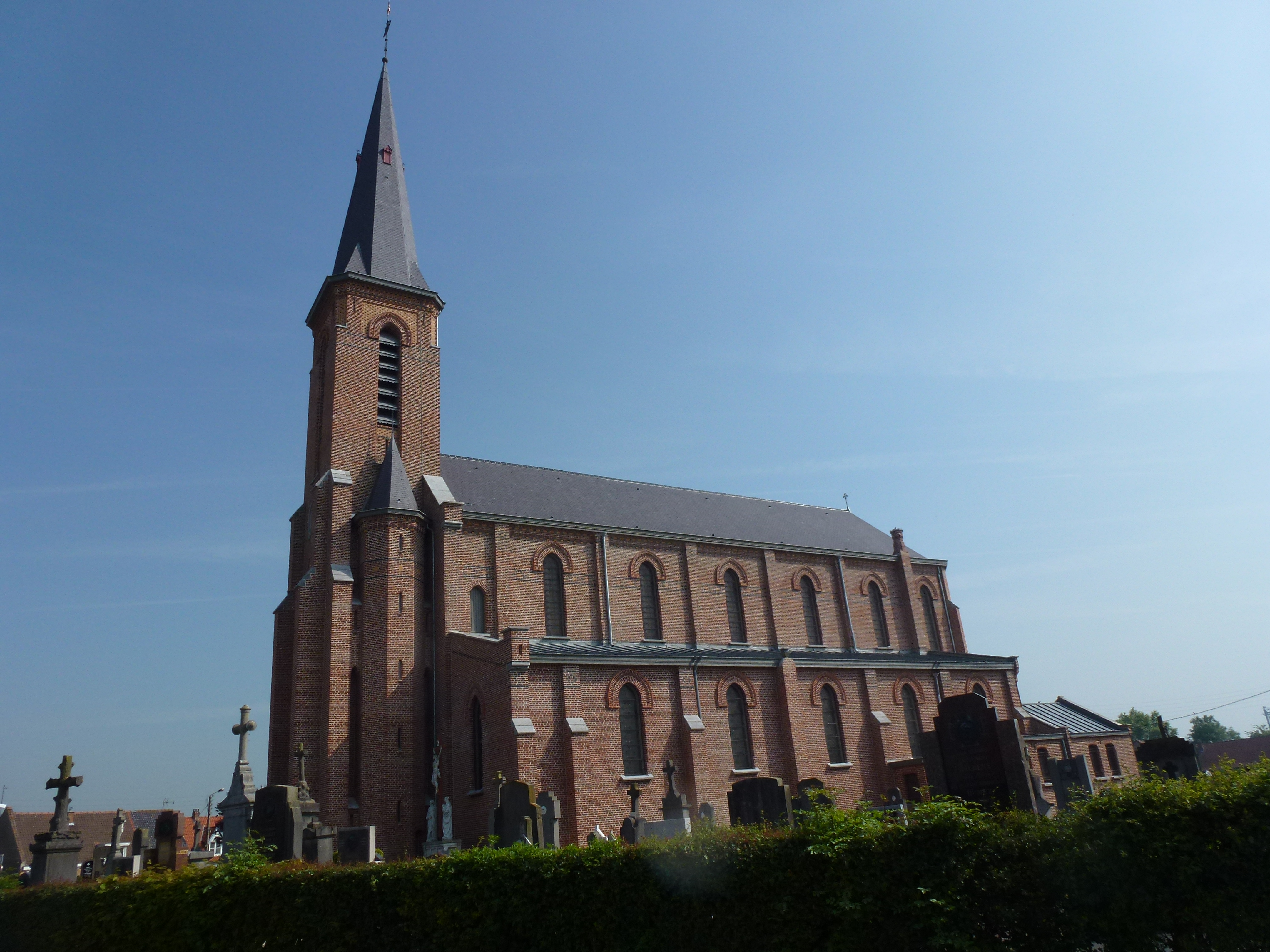
L'église Saint-Vaast.
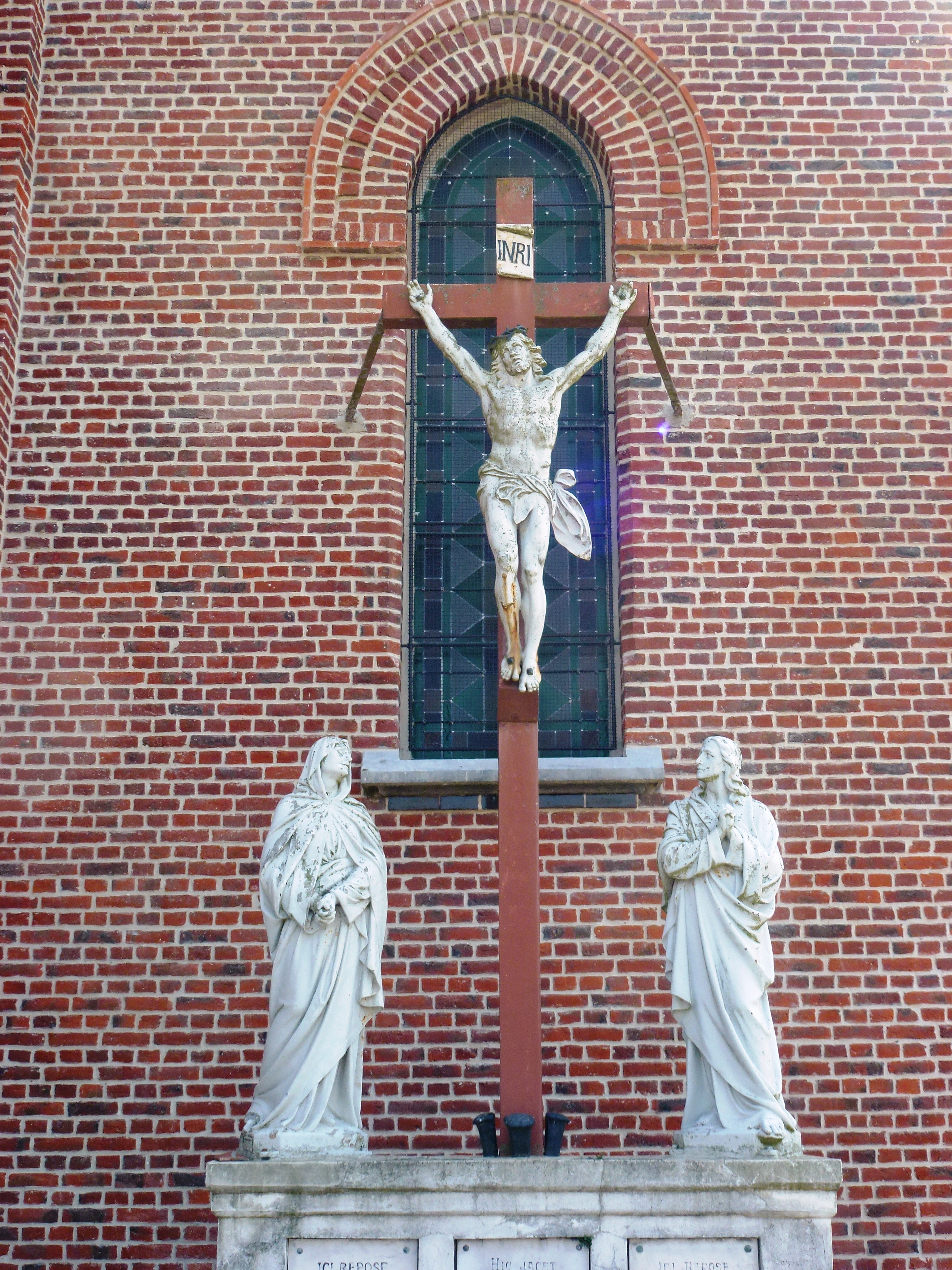
Calvaire au cimetière.
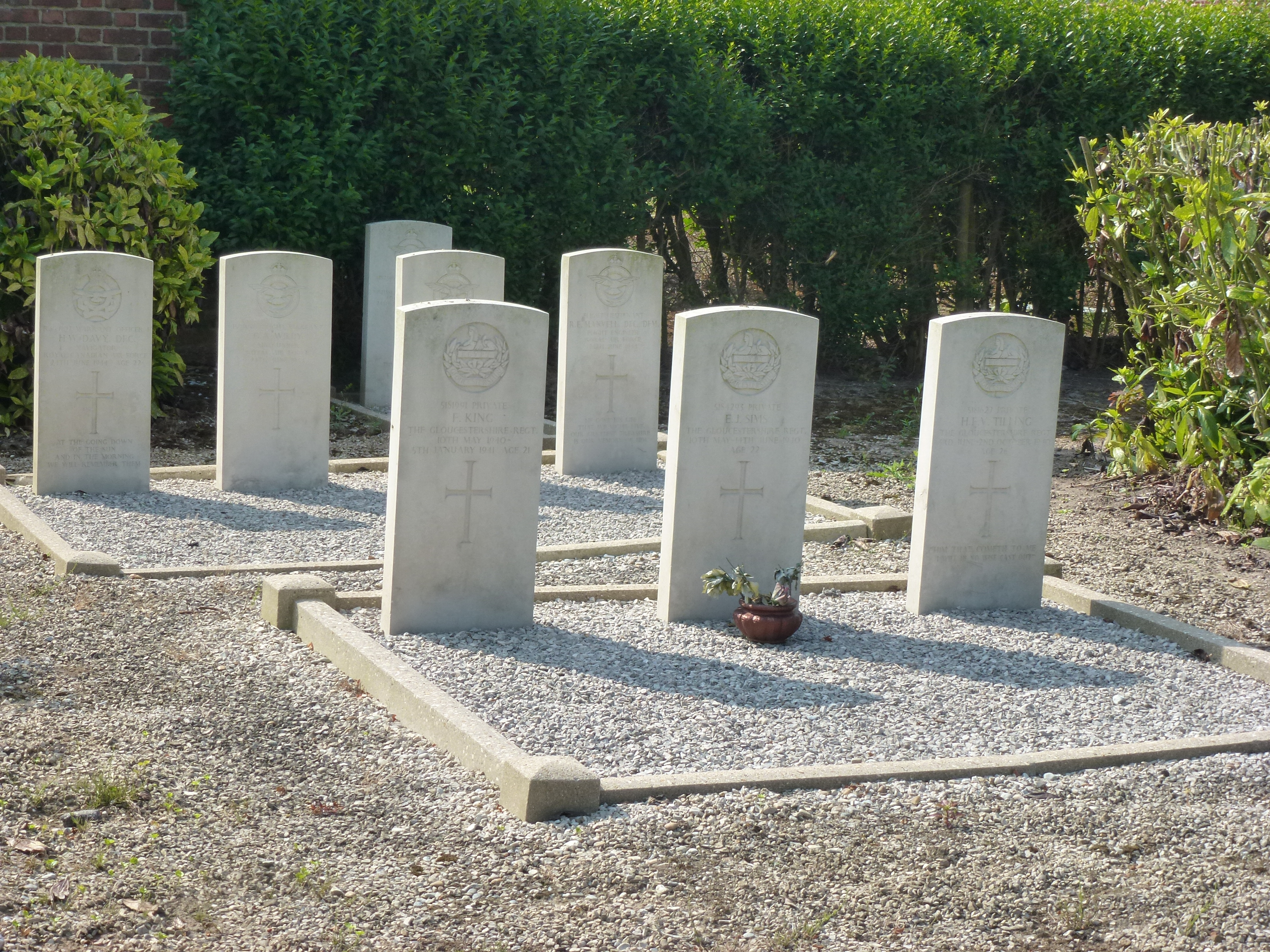
Tombes de guerre de la Commonwealth War Graves Commission.

### Personnalités liées à la commune
- Mathieu Elias, né à Zutpeene en 1658, mort à Dunkerque en 1741, peintre.

### Héraldique
| Blason de Zuytpeene | Blason  | D'azur à une fasce d'or, accompagnée de dix-sept billettes couchées du même, 5 et 4 en chef, 4, 3 et 1 en pointe. |
| Blason de Zuytpeene | Détails | Le statut officiel du blason reste à déterminer.                                                                  |